# Hermsdorf (Hohe Börde)
Hermsdorf ist ein Ortsteil der Gemeinde Hohe Börde im Landkreis Börde in Sachsen-Anhalt.

## Geografie
Hermsdorf liegt ca. 2 km nördlich von Irxleben.

## Geschichte

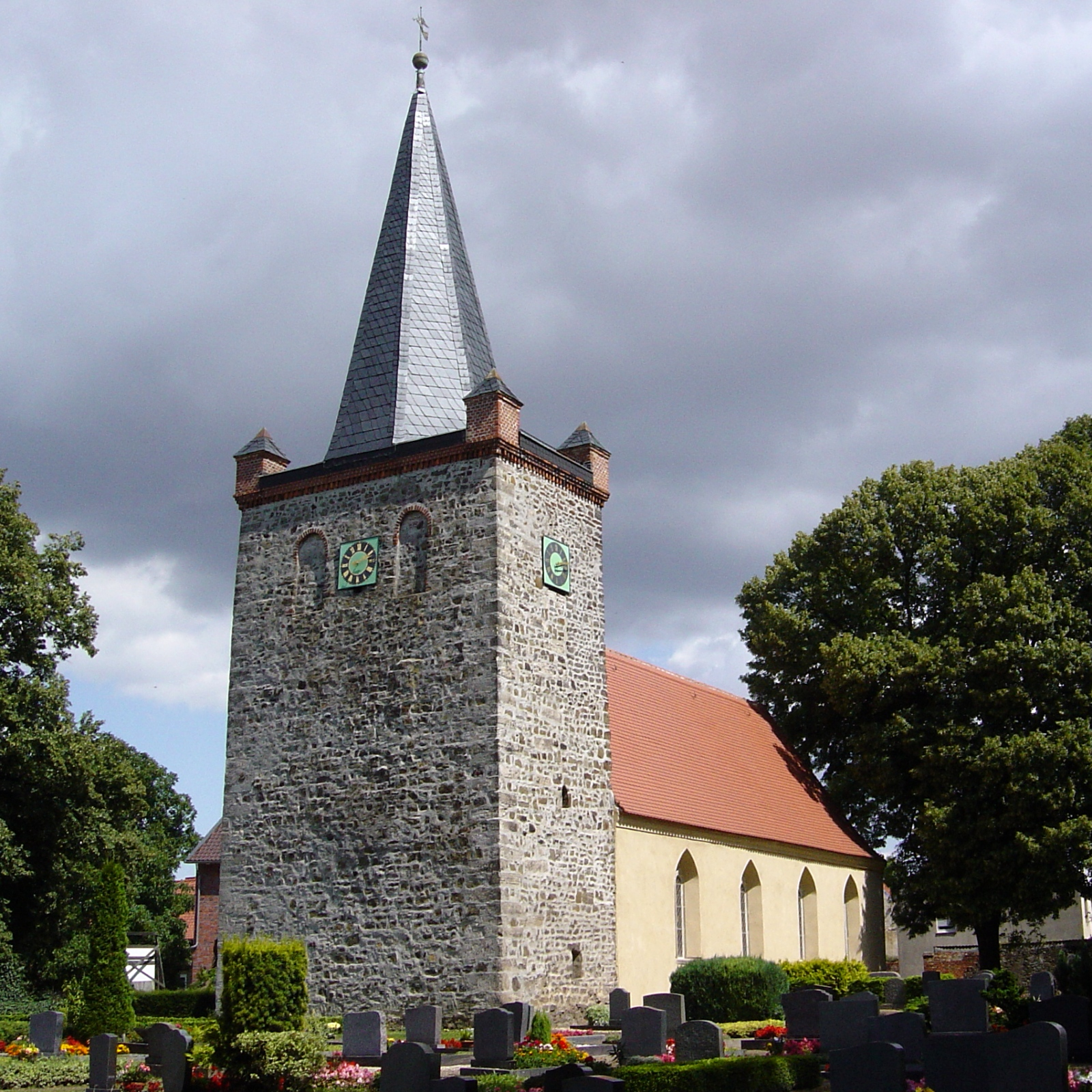
Kirche St. Laurentius in Hermsdorf

Hermsdorf wurde erstmals im Jahr 1121 urkundlich erwähnt.
Am 1. Januar 2010 schlossen sich die bis dahin selbstständigen Gemeinden Hermsdorf, Ackendorf, Bebertal, Eichenbarleben, Groß Santersleben, Hohenwarsleben, Irxleben, Niederndodeleben, Nordgermersleben, Ochtmersleben, Schackensleben und Wellen zur neuen Gemeinde Hohe Börde zusammen.

## Politik
Für den Ortsteil Hermsdorf wurde eine Ortschaftsverfassung eingeführt. Der Ortschaftsrat von Hermsdorf besteht aus 7 Mitgliedern.

### Wappen
Das Wappen wurde am 21. Oktober 1996 durch das Regierungspräsidium Magdeburg genehmigt.
Blasonierung: „In Gold eine grüne Linde auf einem grünen, mit einem aus dem unteren Schildrand wachsenden goldenen Wagenrad belegten Dreiberg.“

## Wirtschaft und Infrastruktur

### Verkehr
Hermsdorf liegt verkehrsgünstig zwischen den regionalen Oberzentren Braunschweig und Magdeburg, 2 km von der Anschlussstelle Irxleben der Bundesautobahn 2 und 4 km von der Bundesstraße 1 entfernt.

## Persönlichkeiten

### Söhne und Töchter von Hermsdorf
- Erich Truckenbrodt (1917–2009), deutscher Strömungsmechaniker